# Riola Sardo
Riola Sardo (sardisk: Arriòra) er en by og en kommune (comune) i provinsen Oristano i regionen Sardinien i Italien. Byen ligger i 9 meters højde og har 2.151 indbyggere (2016). Kommunen har et areal på 48,11 km² og grænser til kommunerne Baratili San Pietro, Cabras, Narbolia, Nurachi og San Vero Milis.